# Upton Sinclair
Upton Sinclair (Baltimore, 20 de setembre de 1878 - Bound Brook, 25 de novembre de 1968) va ser un escriptor estatunidenc, guanyador del Premi Pulitzer.

## Trajectòria
El 1904, Fred Warren, editor del diari socialista Appeal to Reason, li va encarregar un reportatge sobre les males pràctiques de la indústria alimentària que es convertiria el 1906 en la novel·la The Jungle, un èxit de vendes sense precedents i un enorme enrenou internacional.
Com a conseqüència, el president Theodore Roosevelt va rebre l'autor a la Casa Blanca i va posar en marxa lleis per assegurar la qualitat dels aliments per al consum humà.

## Premi
Dragon's Teeth un al·legat contra el nazisme, va obtenir el Premi Pulitzer en 1943.

## Política
Les seves candidatures a governador el 1926 i 1930 pel Partit Socialista i el 1934 pel Demòcrata es van saldar sense èxit.

## Obra
- Springtime and Harvest, 1901.
- The Journal of Arthur Stirling, 1903.
- Prince Hagen, 1903.
- Manassas, 1904.
- The Jungle, 1906.
- A Captain of Industry, 1906.
- King Coal, 1917.
- The Brass Check, 1919.
- The Goose Step, 1923.
- Oil, 1927.
- Boston, 1928.
- Mountain City, 1930.
- Mental Radio, 1930.
- Roman Holiday, 1931.
- The Way Out, 1933.
- The Book of Love, 1934.
- The Flivver King, 1937.
- No passaran! Una història del setge de Madrid ("No pasaran! A story of the battle of Madrid", 1937)
- Our Lady, 1938.
- Marie Antoinette, 1939.
- World's End, 1940.
- Between Two Worlds, 1941.
- Dragon's Teeth, 1942.
- Wide Is the Gate, 1943.
- The Presidential Agent, 1944.
- Dragon Harvest, 1945.
- A World to Win, 1946.
- A Presidential Mission, 1947.
- One Clear Call, 1948.
- O Shepherd, Speak!, 1949.
- The Return of Lanny Budd, 1953.